# Fathi Kerwash
Fathi Kerwash es un deportista libio que compitió en taekwondo. Ganó una medalla de plata en el Campeonato Africano de Taekwondo de 2010, en la categoría de –80 kg.

## Palmarés internacional
| Campeonato Africano | Campeonato Africano | Campeonato Africano | Campeonato Africano |
| Año                 | Lugar               | Medalla             | Categoría           |
| ------------------- | ------------------- | ------------------- | ------------------- |
| 2010                | Trípoli (Libia)     | Medalla de plata    | –80 kg              |